# الاتحاد الوطني للنشر الفونوغرافي
الاتحاد الوطني للنشر الفونوغرافي (بالفرنسية: Syndicat National de l'Édition Phonographique)‏ وتعرف اختصاراً باسم SNEP هي منظمة غير ربحية تهتم بصناعة الموسيقى الفرنسية، تأسست في سنة 1922 وتضم حوالي 48 شركة كعضو فيها، وتصدر هذه المنظمة أفضل التسجيلات من الأغاني والألبومات في فرنسا بشكل دوري.

## وصلات خارجية
- الموقع الرسمي